# Tumbleweeds
 Tumbleweeds és una pel·lícula estatunidenca dirigida per Gavin O'Connor, estrenada el 1999. O'Connor va coescriure el guió cinematogràfic amb la seva llavors esposa Angela Shelton, inspirat en les memòries de la seva infantesa passada a la carretera amb la seva mare. La pel·lícula és protagonitzada per Janet McTeer, Kimberly J. Brown i Jay O. Sanders.

## Argument
La història gira al voltant de Mary Jo Walker, una mare soltera que ha d'agafar el cotxe amb les seves pertinences i agafar la seva filla preadolescent Ava a la recerca d'un futur millor. La pel·lícula comença amb Mary-Jo en un altercat amb un home. Això és habitual en la vida d'Ava, que fa la maleta mentre es prepara per la seva sortida inevitable.
Mare i filla s'embarquen en un viatge. Quan una reunió amb un antic pretendent a Missouri resulta amb menys èxit del previst, Mary Jo accedeix al desig d'Ava de veure l'Oceà Pacific i marxa cap a l'oest. Mary Jo desitja separar-se de la seva anterior vida, que es manifesta quan ella i la seva filla llancen la roba vella contra el vidre del cotxe. En ruta són ajudades per un camioner, Jack Ranson; després recomencen les seves vides a San Diego.
Una vegada més, Mary Jo sacrifica tant la seva independència com el benestar de la filla a canvi de tenir un home en la seva vida. En principi, la vida d'Ava ha canviat per bé. Per exemple, fa amistat amb una noia de la seva classe. Ava també s'assegura un paper en una obra escolar, Romeo i Julieta. Finalment, Ava queda extasiada quan troba un xicot, que la porta al cinema. Les coses es compliquen quan Jack es torna agressiu. Jack exhibeix la seva personalitat verdadera quan porta Mary Jo i Ava a sopar i s'enfurisma per l'actitud d'Ava. Ava, tanmateix, només s'excita sobre la perspectiva de tenir un paper en l'obra de teatre.

## Repartiment
- Janet McTeer: Mary Jo Walker
- Kimberly J. Brown: Ava Walker
- Jay O. Sanders: Dan Miller
- Gavin O'Connor: Jack Ranson
- Laurel Holloman: Laurie Pendleton
- Lois Smith: Ginger
- Michael J. Pollard: Mr. Cummings
- Joel Polis: Vice-Principal
- Jennifer Paige: Infermera

## Premis i nominacions

### Premis
- 2000. Globus d'Or a la millor actriu musical o còmica per Janet McTeer

### Nominacions
- 2000. Oscar a la millor actriu per Janet McTeer